# Acquisition du langage

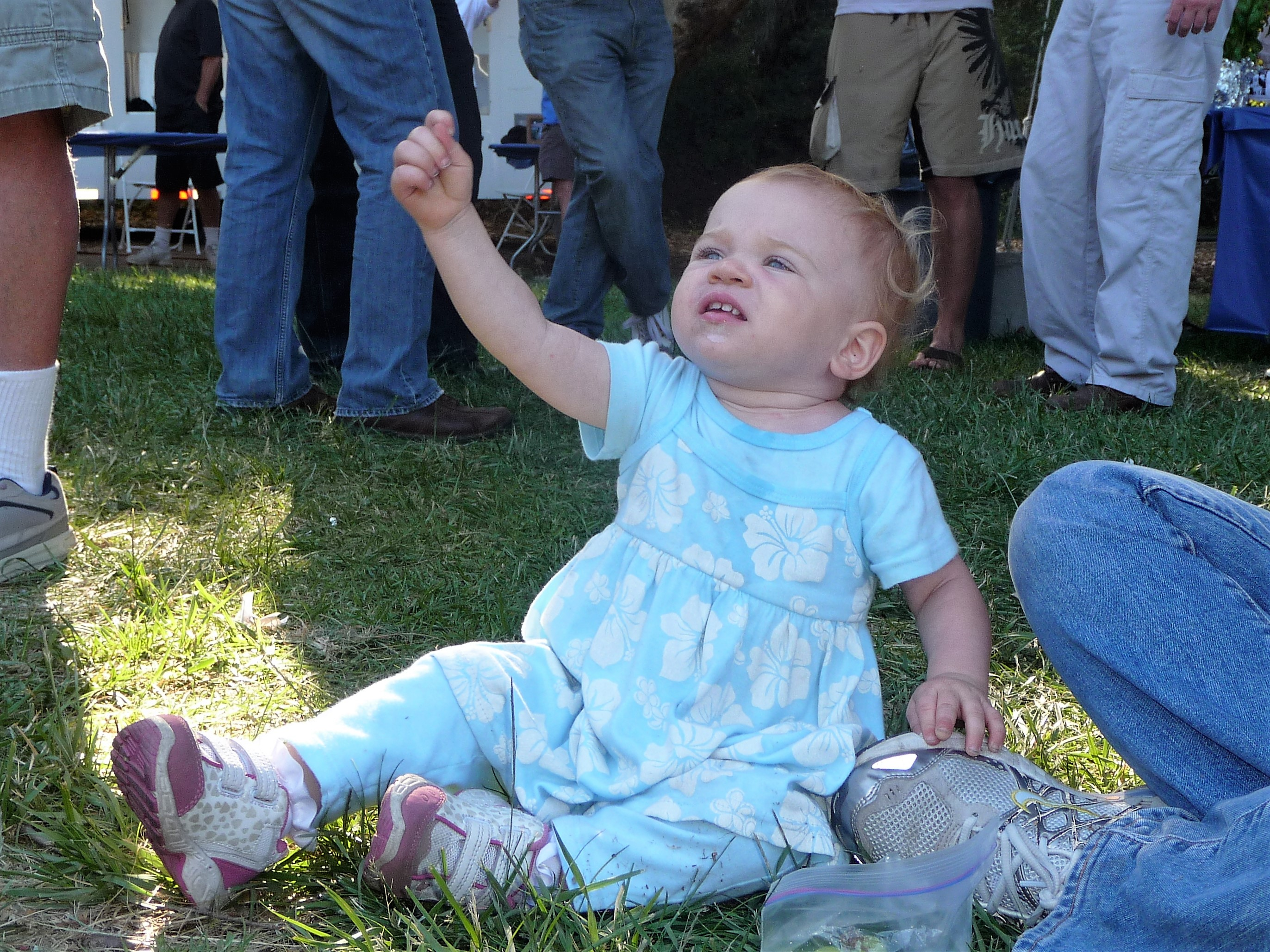
Un jeune enfant signe le signe bird (en anglais oiseau) en langue des signes pour bébé, ici lors d'un événement en plein air à Santa Barbara en Californie.

L'acquisition du langage est un domaine de recherche pluridisciplinaire, relevant notamment de la recherche en psychologie et en sciences du langage, qui vise à décrire et comprendre comment l'enfant acquiert le langage, oral ou gestuel, du milieu qui l'entoure. L'acquisition du langage d'un jeune enfant est rapide et s'effectue sans apprentissage formel. Le langage se développe toute la vie, mais c'est surtout entre la naissance et l'âge de cinq ou sept ans que les apprentissages essentiels sont observés. Durant cette période, défini période critique, les transformations de la communication verbale orale sont les plus remarquables tant en compréhension qu'en production. Il s'agit surtout d'un apprentissage implicite démarrant bien avant la scolarisation. Cet apprentissage procède par étapes, commençant par du babillage, pour passer au mot, puis à l'utilisation de suites de mots et à l'acquisition progressive des règles de grammaire.
La scolarisation permet l'apprentissage du langage écrit et la prise de conscience et l'apprentissage explicites des règles de grammaire et d'orthographe de la langue, ainsi que la poursuite de l'enrichissement du vocabulaire.
L'acquisition du langage oral a fait l'objet de controverses théoriques, en particulier sur la question des origines innées ou acquises des compétences linguistiques de l'enfant. La comparaison entre l'acquisition d'une première et d'une seconde langue permet aussi aux scientifiques d'explorer la notion souvent débattue de l'existence et des caractéristiques de périodes critiques, ou périodes sensibles, dans le développement humain.

## Disciplines scientifiques et cliniques
Le langage humain peut être décrit par ses aspects structurels et par ses aspects pragmatiques. L'étude des aspects structurels du langage intéresse la linguistique et la psycholinguistique qui s'intéressent aux sons comme les syllabes ou phonèmes (phonologie), au vocabulaire (sémantique), à la grammaire (syntaxe et morphosyntaxe), ou encore au discours narratif. Les aspects pragmatiques du langage sont relatifs à son utilisation en contexte de la conversation (comme prendre la parole à tour de rôle) ou l'usage de gestes. La psychologie étudie l'acquisition du langage ainsi que les mécanismes sous-jacents à la compréhension du langage et à sa production.
Bien que le langage continue de se développer au cours de la vie, c’est dans l’enfance que la phonologie, la sémantique, la syntaxe et la pragmatique sont acquises, dans cet ordre. Ces acquisitions des systèmes ou principes structurant la langue maternelle chez le jeune enfant sont un sujet d'étude de la psychologie développementale, des neurosciences cognitives du développement, et des disciplines associées.

## Étapes d'acquisition
L'observation du développement du langage fait la distinction entre l'aspect réceptif qui touche à la compréhension du langage, et la production du langage. Chez le jeune enfant, tout comme chez l'adulte, la compréhension du langage est meilleure que sa production. Les premières phases de l'acquisition du langage sont qualifiées de prélinguistiques. L'enfant n'utilise pas encore des mots, néanmoins il communique et développe des habiletés qui le préparent à articuler ses premiers mots.

### Reconnaissance des sons
Avant la naissance, durant les dernières semaines de la grossesse, l'humain semble capable de reconnaître certaines caractéristiques de sa langue maternelle ainsi que de distinguer la voix de sa mère de celle d'une autre femme. Il est possible que cette sensibilité aux sons de la langue et à ses intonations et rythmes le prépare déjà à reconnaître des phonèmes de sa langue maternelle,,.

### Pleurs, cris et gazouillis
Les premières vocalisations du nouveau-né, et son premier moyen de communiquer à distance, sont les pleurs. Pour un étranger, les pleurs de l'enfant semblent identiques, mais les parents apprennent à distinguer les modulations des pleurs et les interprètent comme signifiant que leur enfant a faim, qu'il est fatigué, qu'il a mal ou qu'il est en colère,.
Vers trois semaines, l'enfant produit des sons vocaliques de manière répétée (comme « oooo »), comme s'il écoutait sa propre voix et la découvrait, bien qu'aucune explication scientifique de ce phénomène ne puisse être donnée.
Entre 6 semaines et trois mois, les mélodies des vocalisations de l'enfant deviennent plus variées. L'enfant rit, sourit lors des interactions, et produit des gazouillis dans ce contexte,. L'enfant commence à reproduire des sons qui l'environnent, un phénomène décrit comme un « tennis verbal ». Sur le plan cognitif, à ce stade l'enfant produit ce que le psychologue Jean Piaget a décrit comme les réactions circulaires primaires, c'est-à-dire des répétitions d'actions corporelles qui semblent volontaires et indiquent l'apprentissage des premières habitudes. Ces gazouillis font partie de ces réactions circulaires.

### Babillage et développement phonologique
Vers trois mois, les gazouillis du nourrisson deviennent plus complexes. Vers six mois, des syllabes du type consonne-voyelle sont répétées, comme « ma-ma-ma-ma ». Cette production orale pré-linguistique est appelée le babillage. Tous les enfants de six mois babillent de manière relativement similaire quel que soit leur environnement linguistique. Ce babillage est observé également chez les enfants sourds.
Entre six et huit mois environ, le babillage prend des sonorités qui varient selon l'environnement dans lequel l'enfant est élevé. Le babillage commence à inclure la phonologie de la langue environnante, sa prosodie, ses phonèmes et syllabes. Ainsi, dans les années 1980, des expériences mettent en évidence que des adultes peuvent distinguer l'origine linguistique des nourrissons âgés de dix mois, élevés dans des environnements linguistiques anglais, français, chinois ou arabe,.
Vers neuf ou dix mois, l'enfant semble imiter volontairement des paroles entendues autour de lui. Certaines de ces productions sont interprétées et répétées par les parents qui facilitent ainsi spontanément l'acquisition du langage de leur enfant (voir ci-après le langage parental utilisé dans l'interaction avec les bébés).

### Développement de l'expression gestuelle
Le nourrisson développe spontanément des gestes qui semblent faire partie intégrante de l'apprentissage de la langue orale. Au moment où apparaissent les premiers mots, des gestes qui ont une signification, ou gestes symboliques (par exemple, pointer du doigt vers un objet souhaité ou hocher la tête pour dire « oui ») sont fréquemment utilisés. Les gestes symboliques sont souvent utilisés avant même l'apparition des premiers mots, ce qui indique que l'enfant a compris que des symboles peuvent être utilisés pour désigner des choses ou événements de leur environnement.
Des études menées par la psychologue Susan Goldin-Meadow (en) ont permis de mieux comprendre l'importance des gestes sur le développement du langage. En observant par vidéo de jeunes enfants de 14 mois, Goldin-Meadow et son équipe ont mis en évidence que les enfants de cet âge utilisent environ 13 mots en moyenne mais 20 gestes symboliques. Plus le registre gestuel de l'enfant est riche, plus riche est l'acquisition de son vocabulaire quelques années plus tard.

### Premiers mots et développement du vocabulaire
Vers la fin de la première année et jusqu'à environ 18 mois, le nourrisson prononce ses premiers mots. Les deux tiers des mots prononcés réfèrent à des personnes ou des objets qui les entourent. Ces mots ne sont pas employés comme chez l'adulte ou l'enfant plus âgé. Par exemple le terme « papa » peut référer à toute personne autre que le père, ou à une situation (le bruit de la porte d'entrée de l'appartement qui s'ouvre) : il s'agit d'une sur-extension du sens du mot. L'enfant peut également employer le mot par sous-extension en employant un mot générique uniquement pour un objet spécifique. À mesure que les expériences de l'enfant se diversifient et sous l'effet des interactions avec des adultes ou enfants, le sens des mots se précise et le vocabulaire augmente, même si le langage ressemble encore à du babillage.
La période pendant laquelle l'enfant produit des mots isolés et ne produit pas encore des phrases est désignée par le psychologue David McNeill (en) comme une période holophrasique pendant laquelle un mot prend le sens de toute une phrase. Par exemple, si un jeune enfant dit « balle », il peut vouloir signifier qu'il veut jouer avec la balle. Cette théorie est cependant difficile à tester.
L'usage des prototypes est courant chez des enfants âgés de 10  à   14 mois environ. Le prototype d'un mot désigne un mot (ou un signe) articulé par le jeune enfant, dont certains paramètres de la prononciation correspondent au mot de référence (nombre de syllabes notamment), mais dont les composantes phonétiques sont déformées du fait du jeune âge et du non-aboutissement du système phonétique du locuteur[réf. nécessaire].
Tandis que le vocabulaire se développe graduellement dans les premiers mois suivant la prononciation des premiers mots, le vocabulaire connaît ensuite une augmentation très rapide durant la seconde année. Ce phénomène est décrit comme une « explosion » du vocabulaire. L'explosion de mots concerne surtout les noms (de personnes, d'objets), quelle que soit la langue maternelle de l'enfant.

### Phrases et début de la grammaire
Tandis que l'enfant continue à étendre son vocabulaire, vers 18-24 mois, il commence à agencer deux mots puis plusieurs mots dans une production articulée. L'âge d'articulation de la première phrase est très variable d'un enfant à l'autre. Ces premières phrases ont un style télégraphique. Les mots y sont juxtaposés sans utilisation de la grammaire. Par exemple, l'enfant dit « Sien dodo » pour exprimer qu'un chien est endormi. Tout comme pour les mots isolés, les significations des phrases sont variés. Comme noté auparavant, la production est moins importante que la compréhension, et bien que l'enfant n'utilise pas encore de nombreux mots de fonction, il peut les comprendre.
Entre 20 et 30 mois, l'enfant commence à utiliser des éléments de syntaxe, comme les pronoms ou des terminaisons marquant le pluriel. Il commence à utiliser des règles de grammaire et à les généraliser. Cette sur-généralisation engendre des erreurs lorsque l'enfant rencontre une exception grammaticale. Ainsi, lorsque l'enfant dit « vous faisez », au lieu de « vous faites », il a perçu que le pronom de la seconde personne du pluriel est souvent suivi d'un verbe se terminant en « ez » et il généralise cette règle, bien qu'il ne l'ait pas encore apprise explicitement. De telles erreurs augmentent à mesure que l'enfant cherche à produire ses propres phrases. Elles indiquent un progrès dans l'acquisition du langage, et non pas une régression,. Ces sur-généralisations suggèrent alors que l'enfant ne répète pas uniquement ce qu'il entend, même si parfois l'enfant utilise une sur-généralisation parce qu'il a simplement entendu un autre jeune enfant l'utiliser.

### Développements subséquents
Vers trois ans, la plupart des enfants savent se faire comprendre, font des phrases et peuvent tenir une conversation. Leur langage continue à se développer considérablement jusqu'à cinq ans. Les phrases s'allongent, ce qui est mesuré par le nombre de morphèmes produits. Les morphèmes sont les unités signifiantes de la phrase et du discours. Ces morphèmes incluent les prépositions, suffixes et préfixes que l'enfant utilise de plus en plus. Les phrases se complexifient également. On parle de sophistication accrue du langage.
Les enfants développent aussi le sens pragmatique du langage, c'est-à-dire qu'ils savent de mieux en mieux adapter leur discours aux circonstances. Par exemple, un enfant de quatre ans ne parle pas de la même façon à un jeune enfant de 2 ans ou à un adulte.

## Interactions
Le mamanais, ou langage des mères, appelé motherese dans la littérature anglo-saxonne, ou encore infant-directed speech (IDS) ou child-directed speech (CDS), décrit la manière de parler d'une personne qui s'adresse à un bébé ou tout jeune enfant. La personne qui interagit avec un très jeune enfant utilise spontanément un vocabulaire simplifié, un rythme de parole plus lent, des répétitions fréquentes et une voix chantante plus aiguë. Ce langage se modifie à mesure que l'enfant grandit et que son propre langage s'enrichit. Malgré cette simplification, les parents et autres adultes qui interagissent avec l'enfant utilisent des phrases plus longues que celles de l'enfant. Par exemple, à un jeune enfant qui dit « chat-dehors », l'adulte tend à répondre « Oui, le chat veut aller dehors ».
Des expériences menées en langue anglaise dans les années 1980 par Margaret Harris et ses collaborateurs ont montré que les interactions linguistiques précoces entre une mère et son jeune enfant, y compris le mamanais, sont liées au niveau de langage de l'enfant. Cependant, ce phénomène n’apparaît pas universel. Il existe des cultures comme celle des Kaluli de Nouvelle-Guinée, où les adultes parlent aux enfants comme ils parlent aux adultes, et les enfants apprennent néanmoins le langage à un rythme normal,.

## Théories
Dans les années 1950, deux écoles de pensée ont défendu des points de vue très opposés sur la question des processus psychologique ou neurologiques sous-jacents à l'apprentissage du langage chez l'humain. D'un côté, le linguiste Noam Chomsky a défendu l'hypothèse de facteurs innés communs dans l'espèce humaine, tandis que le psychologue Burrhus Frederick Skinner soutenait que les enfants apprennent à parler comme ils apprennent d'autres comportements, c'est-à-dire par un renforcement opérant résultant d'un apprentissage social. Ce débat sur l'inné et l'acquis n'anime plus ce champ de recherche car, dans les décennies qui ont suivi, la plupart des spécialistes se sont accordés sur le fait que des facteurs innés et environnementaux interagissent dans l'acquisition du langage. Ces deux approches théoriques ont chacune permis d'avancer des arguments et de conduire des expériences qui ont mis en évidence ces deux aspects complémentaires.

### Théories de l'apprentissage
Selon Skinner et les premiers théoriciens de l'apprentissage s'appuyant sur les théories comportementalistes, les enfants imitent les phonèmes puis les mots entendus dans leur environnement ; les parents y répondent et renforcent le comportement du nourrisson par des sourires, de l'attention ou des actions (donner la nourriture ou le jouet désiré). Ces théories ont cependant montré leurs limites et ne peuvent pas expliquer plusieurs phénomènes observés chez les jeunes enfants, en particulier leur créativité verbale qui ne peut être expliquée par une simple imitation d'un modèle.

### Théories innéistes
En 1957, Chomsky publie l'ouvrage Syntactic Structures (en) où il présente l'idée d'une grammaire générative,. Il défend l'idée que les enfants possèdent un dispositif d'apprentissage du langage forcément inné. En effet, le langage est universellement observé chez l'humain, tout comme la marche bipède. Cette disposition innée permet à l'enfant de comprendre les règles sous-jacentes à la langue et de savoir que la parole entendue est signifiante, c'est-à-dire qu'elle a un certain sens. Plusieurs observations appuient cette hypothèse, comme le fait que le nouveau-né puisse discriminer des phonèmes, le fait que l'enfant puisse produire des phrases qu'il n'a encore jamais entendues, ou encore le fait que l'être humain semble être le seul animal doué de parole et avoir des structures cérébrales spécialisées dans la compréhension et la production du langage oral.
Cette théorie a aussi des limites, puisqu'elle n'explique pas les variations individuelles qui sont observées chez les jeunes enfants, et qu'elle ne rend pas compte du fait qu'un langage ne s'apprend pas en écoutant une langue mais uniquement lors d'une interaction avec un interlocuteur.

## Période sensible
Dans les domaines de la psychologie du développement et de la biologie développementale, la période sensible est une période au cours du développement pendant laquelle un individu est plus réceptif à certains types de stimuli environnementaux, généralement parce que le développement du système nerveux est particulièrement sensible à certains stimuli sensoriels. Cela rend l'individu plus prédisposé à l'apprentissage. Si l'individu ne reçoit pas la stimulation appropriée pendant cette période, il peut être difficile de développer ces fonctions plus tard dans la vie.
Les observations d'une période sensible sont l'objet d'un débat de longue date dans le domaine de l'acquisition du langage. Pourtant, l'acquisition du langage est une compétence fondamentale dans la vie humaine. Penfield and Roberts (1959) et Lenneberg (1967) ont été les premiers à proposer une fenêtre de temps idéale, « période critique », pour l'acquisition de la première langue (un certain temps avant la puberté), après laquelle l’acquisition de la langue devient plus difficile et exige de l’effort,. Plus tard, cette hypothèse a été étendue à une « période sensible » pour l’acquisition des deuxièmes langues, bien que ce soit beaucoup moins accepté,.
Bien que de nombreuses observations aillent dans le sens d’une période sensible dans l’acquisition d'une seconde langue, le mécanisme sous-jacent n’est pas encore compris aujourd’hui. Quelques hypothèses acquièrent de plus en plus de terrain.

### Acquisition d'une langue primaire
En adaptant la notion d’une période critique observée chez les animaux, on a postulé l’hypothèse suggérant l’existence d’une période développementale optimale pour le développement de la langue maternelle chez l’individu, . Selon Lenneberg (1967), la période critique pour l’acquisition du langage commence vers l’âge de deux ans et se terminerait avec la fin de la plasticité neuronale (la puberté), caractérisée par une forte plasticité du cerveau. Cette période est disposée à l’apprentissage de la langue et, après, la disposition se voit détériorée. Lenneberg (1967) et Penfield et Roberts (1959) fondent l’hypothèse sur l’observation (1) d’enfants sourds et leur acquisition tardive des langues des signes; (2) d’enfants aphasiques qui montrent une meilleure récupération comparé aux adultes aphasiques; (3) d’enfants qui ont grandi coupé du contact humain (‘Enfants-Loups’), comme le cas de Victor de l'Aveyron et Genie. Leurs acquisitions langagières, après leur réintégration, restaient limitées et différentes,.

### Acquisition d'une deuxième langue
En 1989, l’hypothèse de la période critique était reprise concernant le développement d’une deuxième langue,. On ne parlait plus d’une  « période critique », mais d’une « période sensible ». Le nouveau terme implique que, après la puberté, l’individu est encore capable d’apprendre des structures langagières, mais, alors, l’apprenant ne pourra plus atteindre le niveau de compétence d’un locuteur natif et exigera plus d’efforts. David Singleton (1995) le résume comme « plus jeune = mieux sur long terme », suggérant que des adultes souvent apprennent plus vite que des enfants durant les premières étapes de l’apprentissage, mais ils atteignent rarement un niveau natif dans le long terme. En somme, l’hypothèse prédit que, à un certain stade de la maturation, on observe un déclin brusque du potentiel d’apprentissage des langues. Le modèle de ce déclin n’est pas encore compris.
Certains comportements langagiers sont affectés plus que d’autres par l’âge d’apprenant. Par exemple, plusieurs chercheurs ont constaté une période plus sensible pour l’apprentissage des structures phonologiques (ex., de forts accents) et des structures grammaticales que pour des structures lexicales (vocabulaire).
Aujourd’hui, peu de chercheurs contestent le fait que des apprenants précoces d’une langue tendent à atteindre un niveau de compétence supérieur à celui des apprenants dont l’exposition commence plus tard, même si les derniers manifestent un avantage au départ. Cependant, les avis divergent quant aux causes sous-jacentes. L’apprentissage, au-delà d’une période donnée au cours de la maturation, se fera par des mécanismes différents de ceux à la base de l’acquisition de la L1 et de jeunes apprenants.

#### Approche comportementale
Tout d’abord, l’hypothèse de la période sensible, fondée biologiquement, est entrée en conflit avec une approche comportementale. Selon cette approche, une langue est apprise par le principe de conditionnement et d’imitation (Mowrer, 1960). Cette assomption, cependant, ne peut pas expliquer les performances supérieures des enfants, et l’hypothèse est restée non falsifiée. Comme Pinker l'a remarqué , toutes les phrases qu’on produit sont des combinaisons uniques de mots qui ne sont jamais entendues avant. Alors, on ne peut pas apprendre des langues simplement par imitation et conditionnement. Il doit y avoir quelque’ chose d'inné, permettant de créer des phrases grammaticales complexes se basant sur un vocabulaire limité. On a proposé une théorie de la grammaire universelle.

#### Grammaire universelle
Selon Noam Chomsky, les facteurs environnementaux ont peu à faire pour l’acquisition d’une langue. Au contraire, il a suggéré des structures innées créant un dispositif isolé d’acquisition du langage. Une entrée seule (la parole des adultes dans l'environnement — ex. : les instructeurs — les parents, etc.) ne peut pas expliquer l’acquisition du langage, car elle est dégénérée par des caractéristiques telles que bégaiement et elle manque de correction de laquelle les apprenants découvrent variations incorrectes. Chomsky s’est basé sur une observation de ‘Simon’, un enfant sourd dont les parents ne sont pas sourds. Simon avait appris la langue des signes comme langue maternelle. Il n’avait pas eu un bon exemple de ses parents, qui avaient appris les signes comme deuxième langue, et lui avaient alors offert des modèles imparfaits. Cependant, Simon avait acquis un système langagier bien organisé avec des règles de grammaire et de logique malgré l’exposition inconséquente. Chomsky avait étendu sa théorie à l’apprentissage des deuxièmes langues, supposant que des adultes doivent réactiver les structures innées de la première langue. Les enfants, au contraire, ont des structures encore actives permettant d’apprendre des langues simultanément sans effort.  Alors, bien que toutes les langues puissent être acquises par le dispositif universel, les apprenants plus âgés ont des difficultés à avoir accès aux règles sous-jacentes de la langue cible. Ils dépendent de plus en plus des instructions explicites (l'enseignement comme dans les écoles).

#### Approche mnésique
Une autre classe d’explications pourrait suggérer que la baisse de l’apprentissage des langues s’explique parce que les capacités cognitives augmentent. Par exemple, des adultes sont capables de stocker plus d’articles dans la mémoire à court terme que les enfants.  Ceci est connu comme l’hypothèse de less is more. Paradoxalement, les capacités plus limitées d’enfants peuvent fournir un avantage pour les tâches (comme l’apprentissage des langues). Si les enfants ne retiennent que des composantes des stimuli linguistiques et complexes auxquels ils sont exposés, tandis que les adultes retiennent plus facilement tout stimulus complexe, les enfants peuvent être dans une meilleure position pour localiser les composants.
Plus récemment, une nouvelle hypothèse mnésique s’est construite, appelée l’hypothèse de la mémoire déclarative et procédurale.  Selon cette hypothèse, les différences d’acquisition du langage observées entre les enfants et les adultes peuvent être dues à l’utilisation de différents systèmes mnésiques d’apprentissage. C’est-à-dire, l’acquisition du langage natif s’appuie sur la mémoire implicite ou procédurale tandis qu'elle s'appuie principalement sur la mémoire explicite ou déclarative dans les langues apprises plus tard dans la vie. Évolutivement, c’est connu que la mémoire implicite mûrit à un jeune âge étant donné que les fonctions procédurales (basal ganglia, striatum et cerebellum) s’appuient sur des structures phylogénétiques entièrement fonctionnelles tôt dans le développement. Par contre, les fonctions déclaratives (hippocampe) s’appuient sur des structures qui mûrissent plus tard dans la vie et qui sont interférées par des connaissances et des structures existantes (less is more). Quelques études récentes impliquent cette direction. En outre, l’hypothèse était déjà suggérée par des pionniers de la période critique : « Automatic acquisition from mere exposure to a given language seems to dissappear, and foreign language  have to be taught and learned through a conscious and labored effort. ».
« A conscious theory of the language he is learning. » .
Donc, l’apprentissage après la puberté se ferait selon des mécanismes généraux de résolution de problèmes et de connaissance de la L1, des mécanismes déclaratifs ou explicites.

#### Différences notables entre l’apprentissage implicite et explicite
L’idée que les enfants apprennent mieux une seconde langue que les adultes est très populaire. L’apprentissage phonologique d’une L2 semble plus facile pour les enfants les plus jeunes, puisque c’est en grandissant que les bébés vont se spécialiser phonétiquement en adoptant les sons des langues dans lesquels ils baignent. Par exemple, des recherches montrent comment la diminution de la perception des sons non-natifs s’accompagne d’une augmentation de la perception des sons natifs : alors qu’un bébé japonais va de moins en moins différencier les sons /r/ ou /l/ qui, dans sa langue, sont similaires, un bébé américain va de plus en plus faire de différences entre les deux. C’est en effet à cette étape du développement que les bébés ont la capacité de plus aisément devenir des natifs dans une langue et de gagner un accent naturel propre à leur L2.
Les apprenants adultes ont plus de difficulté à assimiler les sons d’une nouvelle langue en raison de leur développement langagier, qui s’est spécialisé sur leur(s) langue(s) maternelle(s). Néanmoins, l’apprentissage demeure plus rapide et optimal si l’apprenant se trouve en situation d’immersion totale plutôt qu’en milieu scolaire, comme les jeunes enfants qui grandissent entourés d’input natifs. En effet, il faudrait, selon une étude de Cyrille Granget, quelques mois d'exposition à la L2 en immersion pour atteindre un niveau de compréhension et plusieurs années pour parvenir à un niveau élémentaire de production alors qu’en milieu scolaire, il faudrait environ le double de temps pour une maîtrise optimale de la langue.
L’apprentissage traditionnel donné aux enfants est basé sur des processus implicites qui coïncideraient avec leur maturité et leurs compétences. L’apprentissage implicite implique en effet une approche ludique de la langue à travers des jeux et des chansons, ainsi qu’un apprentissage par mimétisme. Les règles de la langue ne sont pas explicitées.
Les mots et/ou expressions que l’on donne aux enfants sont donc généralement très simples pour leur donner plus facilement accès à une L2. Pourtant, selon une étude de Karen Lichtman , les enfants apprendraient mieux avec des processus d’apprentissage explicites normalement réservés aux adolescents et aux adultes en milieu scolaire. Les enfants suivant un apprentissage explicite développeraient une plus grande attention à la structure de la langue et feraient moins d’erreurs que les apprenants implicites.
À long terme, plusieurs études montrent que les jeunes apprenants arrivent à un niveau de maîtrise plus complet, notamment à un niveau phonologique. Pourtant, selon l’étude de Sara Ferman et Avi Karni, lorsque l’on fait apprendre implicitement une nouvelle règle grammaticale liée à une L2, les adultes restent plus avantagés que les enfants. Cela tendrait à invalider l’hypothèse que la supériorité d’apprentissage des enfants serait due à ce type d’apprentissage. Cependant, cette étude n’étant réalisée que sur 3 mois, elle prouve simplement qu’à court terme les adultes sont plus performants.
En conclusion, les enfants comme les adultes apprennent mieux s’ils bénéficient d’un apprentissage explicite plutôt qu’implicite. Aussi, les enfants restent avantagés à long terme puisqu'il leur est plus aisé d’atteindre un niveau natif d’une L2, leur marge de progression étant plus large que celle des adultes.

## Pathologies et retards

### Surdité

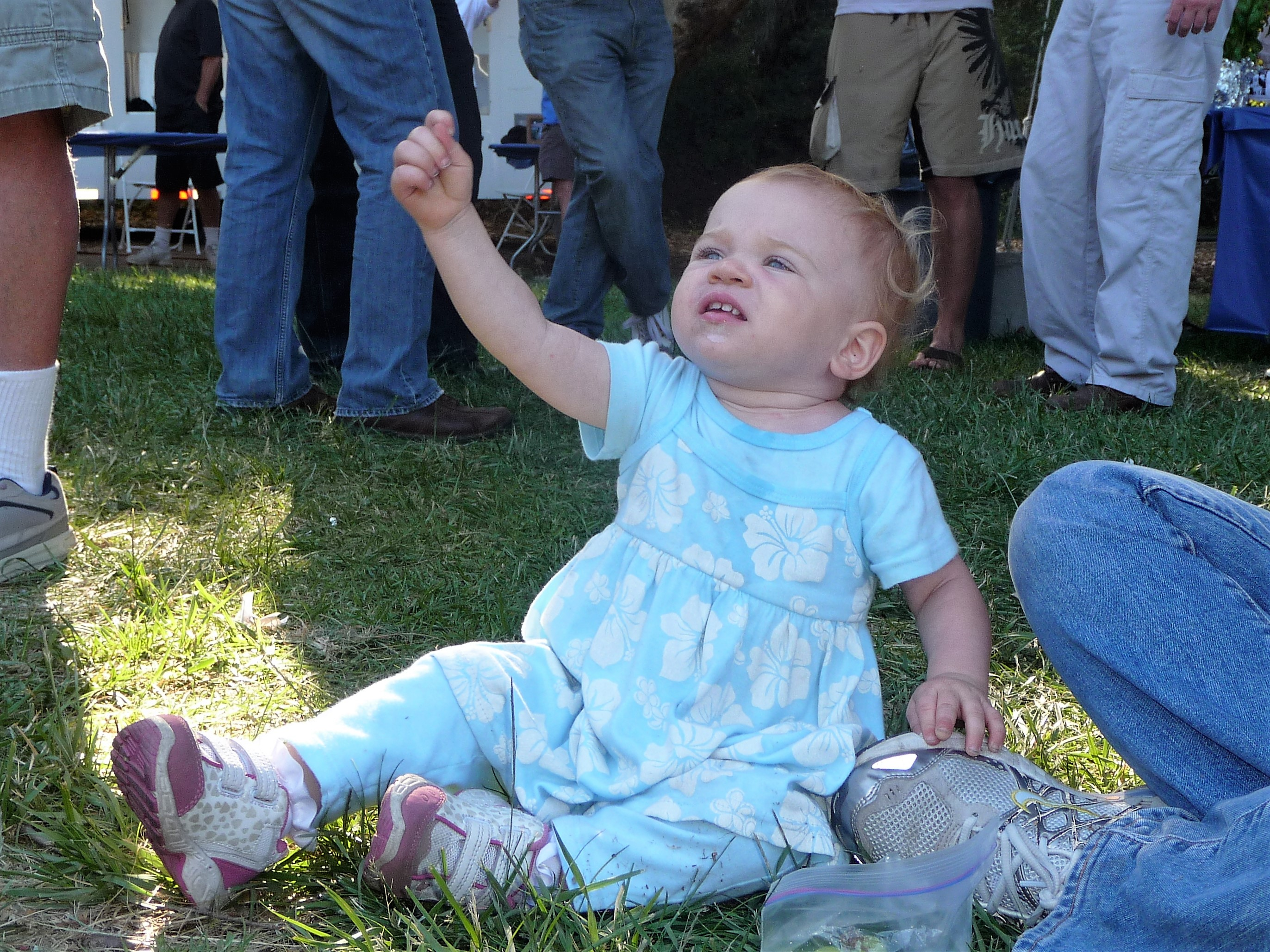
Langue des signes utilisée par un nourrisson, 2009.

Un enfant peut souffrir d’une déficience auditive, ou surdité, dont la gravité varie de légère à modérée, sévère ou profonde. La surdité altère le développement du langage oral chez le jeune enfant, et ultérieurement, l’apprentissage de la lecture car celle-ci se base en grande partie sur le décodage grapho-phonologique, c’est-à-dire l’association entre les lettres écrites et les phonèmes de la langue orale.
Cette altération de la perception de la langue orale est compensée par l’apprentissage d'une langue des signes. Nombre d’auteurs défendent l’idée que la langue des signes doit être enseignée comme première langue pour les enfants sourds sévères et profonds, car un apprentissage précoce du langage, y compris de la langue des signes, favorise le développement de fonctions cognitives et l’apprentissage des autres langues. L'acquisition d'une langue des signes durant une période critique ou période sensible, assure que certaines fonctions du langage (comme sa phonologie) sont mieux apprises que lorsque le langage est appris plus tard dans le développement ; la latéralisation cérébrale, c'est-à-dire le fait que le langage est traité préférentiellement par l'hémisphère gauche, est également meilleure. L'apprentissage de la langue des signes favorise également l'apprentissage de la lecture.
En ce qui concerne le langage oral, la rééducation orthophonique et les appareillages visant à améliorer l'audition, comme les prothèses auditives ou les implants cochléaires améliorent la perception et production du langage oral. Le langage parlé complété est une méthode de complément à la lecture labiale qui, lorsqu’elle est utilisée précocement et fréquemment, aide les sourds à développer de meilleures compétences phonologiques et morpho-syntaxiques de la langue orale.

### Troubles spécifiques d'acquisition du langage et de la parole
La classification internationale des maladies CIM-10 répertorie des troubles de l'acquisition du langage spécifiques. Il s'agit de troubles dans l'acquisition du langage qui apparaissent en dehors d'autres pathologies. Ils ne sont pas causés par un déficit intellectuel majeur, ni par un syndrome neurologique ou par des troubles sensoriels comme la surdité. Cet ensemble de troubles est défini dans la version de 2008 du CMI comme : « Troubles dans lesquels les modalités normales d'acquisition du langage sont altérées dès les premiers stades du développement. Ces troubles ne sont pas directement attribuables à des anomalies neurologiques, des anomalies anatomiques de l'appareil phonatoire, des altérations sensorielles, un retard mental ou des facteurs de l'environnement. Les troubles spécifiques du développement de la parole et du langage s'accompagnent souvent de problèmes associés, tels des difficultés de la lecture et de l'orthographe, une perturbation des relations interpersonnelles, des troubles émotionnels et des troubles du comportement. »  Il est répertorié en catégorie F80 du CIM-10.
Ces troubles spécifiques du développement de la parole et du langage regroupent : le trouble spécifique de l'acquisition de l'articulation ; le trouble de l'acquisition du langage de type expressif ; le trouble de l'acquisition du langage de type réceptif ; et d'autres troubles du développement de la parole et du langage non spécifiés. Ils sont accompagnés de difficulté de scolarisation et difficultés dans l'apprentissage de la lecture et de l'écriture. Il peut aussi s'accompagner de troubles émotionnels et du comportement.

### Retards intellectuels
Les troubles provoquant un déficit intellectuel important peuvent retarder et compromettre l'acquisition du langage, c'est le cas dans des syndromes tels que la trisomie 21, certaines anomalies chromosomiques, certains cas de paralysie cérébrale, des tableaux cliniques de retards globaux du développement, de nombreux cas d'autisme.
Les personnes qui ont subi une exposition prénatale à l'alcool ont un risque plus élevé de présenter des difficultés dans l'apprentissage du langage.

#### Ouvrages
- Bernicot, J., Veneziano, E., Musiol, M. & Bert-Erboul, A. (Eds.) (2010). Interactions verbales et acquisition du langage. Paris: l’Harmattan.
- Bernicot, J.& Bert-Erboul, A. (2009). L’acquisition du langage par l’enfant. Paris: Éditions In Press.
- Mireille Brigaudiot, Danon-Boileau L. La naissance du langage dans les deux premières années, PUF, 2002.
- Michèle Kail (dir), L'acquisition du langage, PUF, coll. « Psychologie et sciences de la pensée », 2003. Deux volumes.
- Jean-François Le Ny, Comment l'esprit produit du sens, Odile Jacob, 2005.

#### Articles
- Harriet Jisa, L’acquisition du langage, Terrain, no 40 - Enfant et apprentissage (mars 2003). [lire en ligne].
- Dossier acquisition des langues, un ensemble d'articles et de conférences publiées par la Clé des langues.